# Épouse-moi (film)
Pour les articles homonymes, voir Épouse-moi.
Pour plus de détails, voir Fiche technique et Distribution.
Épouse-moi est un film français réalisé par Harriet Marin et sorti en 2000.

## Synopsis
Oriane consulte un voyant après une dispute avec son mari Hadrien. Celui-ci lui prédit un avenir sombre qu'il complète finalement par la rencontre d'un autre homme.

## Fiche technique
- Titre : Épouse-moi
- Réalisation : Harriet Marin
- Scénario : Laurent Chouchan et Harriet Marin
- Décors : Jacques Rouxel
- Photographie : Gérard Simon
- Montage : Luc Barnier
- Costumes : Jacqueline Bouchard
- Musique : Bruno Coulais
- Sociétés de production : Canal+ Cinéma, Centre national de la cinématographie (CNC), KER Productions, TF1 Films Production
- Pays d'origine :  France
- Genre : comédie romantique
- Durée : 90 minutes

## Distribution
- Michèle Laroque : Oriane Roche
- Vincent Perez : Hadrien Roche
- Miki Manojlović : Le mage Bodel
- Arnaud Giovaninetti : Xavier
- Audrey Tautou : Marie-Ange
- Philippe Bas : Marceau
- François Caron : Henri
- Vincent Schmitt : Pouchard
- Karine Silla : Isabelle
- Laurent Spielvogel : Guillaume
- Jean Dell : François
- Louis Doré : Théo
- Jean-François Gallotte : Gilivien
- Muriel Kenn : Micheline Bodel
- Étienne Draber : Le commissaire Levanthal
- Nathalie Auffret : La jeune femme
- Dylan Crebessegues : L'enfant au ballon rouge
- Martine de Breteuil : La femme à la Jaguar
- Jean-Jacques Devaux : Le gardien
- Bruno Dubet : Le père du bébé
- Philippe Lehembre : L'homme à la Jaguar
- Marie-Laurence : La vieille dame
- Julien Maurel : L'escaladeur
- Emmanuel Patron : L'étudiant
- Patrick Richard : Le policier 1
- Dominique Agoutin : Le policier 2
- Gabriel Ross : L'enfant au ballon
- Amanda Rubinstein : L'étudiante
- Philippe Spiteri : Le serveur
- Laurent Chouchan : L'inspecteur 2